# گل بدبو

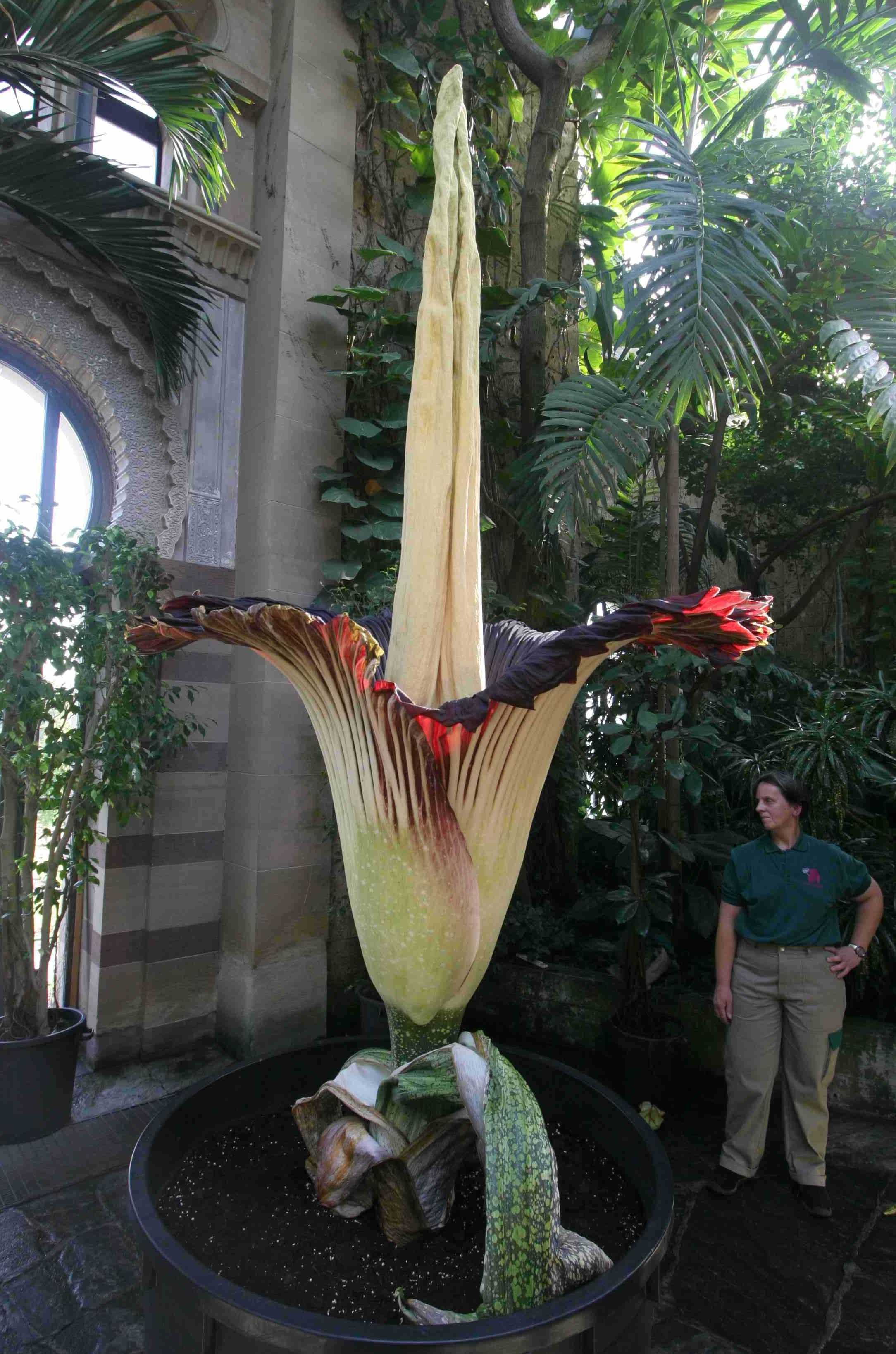
گل بدبو در «ویلهما» باغ گیاه‌شناسی و جانورشناسی ،اشتوتگارت

گل بدبو یا گل جسد (نام علمی: Amorphophallus titanum) یکی از گیاهان گل دار است که بزرگ‌ترین گل‌آذین بی‌شاخهٔ دنیا را دارد.
گل بدبو از تیرهٔ گل‌شیپوریان از جنس بی‌ریخت‌نَراله است. بلندی این گل می‌تواند به ۳ متر برسد.
به خاطر بویش، که شبیه بوی یک جانور در حال پوسیدن است، تیتان آروم به عنوان یک گل جسد توصیف شده و با نام گل جسد یا گیاه جسد هم شناخته شده‌است. به همان دلیل عنوان گل جسد به گونه رافلزیا هم که شبیه تیتان آروم است و در جنگل‌های بارانی سوماترای اندونزی رشد می‌کند نسبت داده شده‌است.
این گل در جنگل‌های وحشی استوایی سوماترا و اندونزی می‌روید و اولین بار توسط گیاه‌شناس ایتالیایی ادواردو بکاری شناسانده‌شد.
این گیاه تقریباً هر یک دهه یک بار می‌شکفد.

## توزیع
گل بدبو فقط بومی سوماترای غربی است (بعضی از ادعاها مبنی بر رویش آن در شهر کاباناتان ،فیلیپین هنوز تأیید نشده‌است) که در جاهای خالی جنگل‌های بارانی و تپه‌های آهکی می‌روید. در دنیا این گیاه در باغ‌های گیاه‌شناسی و همین‌طور توسط مجموعه‌داران خصوصی کاشته می‌شود.

## توصیف
ارتفاع گل‌آذین تیتان‌آروم می‌تواند به بیش از سه متر هم برسد. مثل کارده سرماری و گل شیپوری اتیوپیایی دارای گل‌آذین قاشقی (اسپات) می‌باشد که در آن گل‌ها به هم فشرده شده و برگکی دور گل‌آذین را فرا گرفته و شبیه یک گلبرگ بزرگ است. در مورد تیتان‌آروم بیرون برگ سبز تیره و درون آن کبود تیره با بافت عمیقاً شیاردار است. اسپات توخالی بوده و شبیه یک قرص بزرگ نان باگت است.

## گل دادن

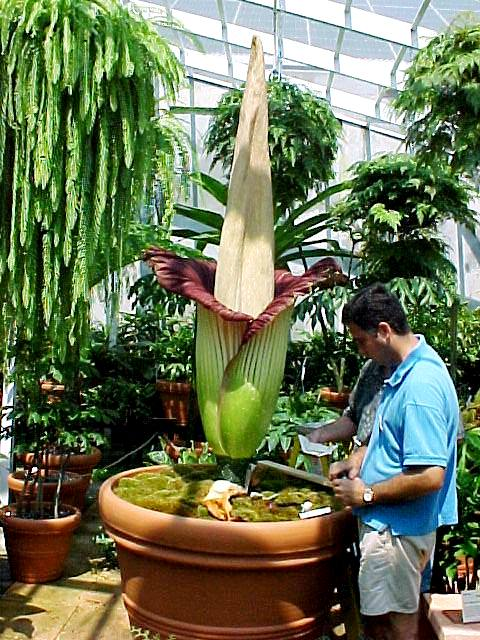
گل بد بو در حال شکوفایی در باغ گیاه شناسی استوایی فیرچایلد در میامی-فلوریدا (عکس گرفته شده در سال ۲۰۰۱)

تیتان‌آروم یا گیاه جسد معمولاً قبل از اینکه برای اولین بار شکوفه دهد به ۷ تا ۱۰ سال رشد نیاز دارد. بعد از اولین شکوفایی تفاوت‌های قابل توجهی در دورهٔ شکوفایی آن وجود دارد. بعضی‌ها ممکن است بین ۷ تا ۱۰ سال گل ندهند درحالی‌که بعضی‌ها ممکن است هر دو یا سه سال یک بار گل دهند. مواردی هم ثبت شده که گیاه چند سال پشت سرهم گل داده‌است. و در روی بدنه (ساقه پیازمانند گیاه) هم‌زمان یک یا دو برگ و گل‌آذین رشد کرده‌است. موردی هم بوده که چند گل هم‌زمان روی بدنه رشد کرده‌است.

## نگارخانه

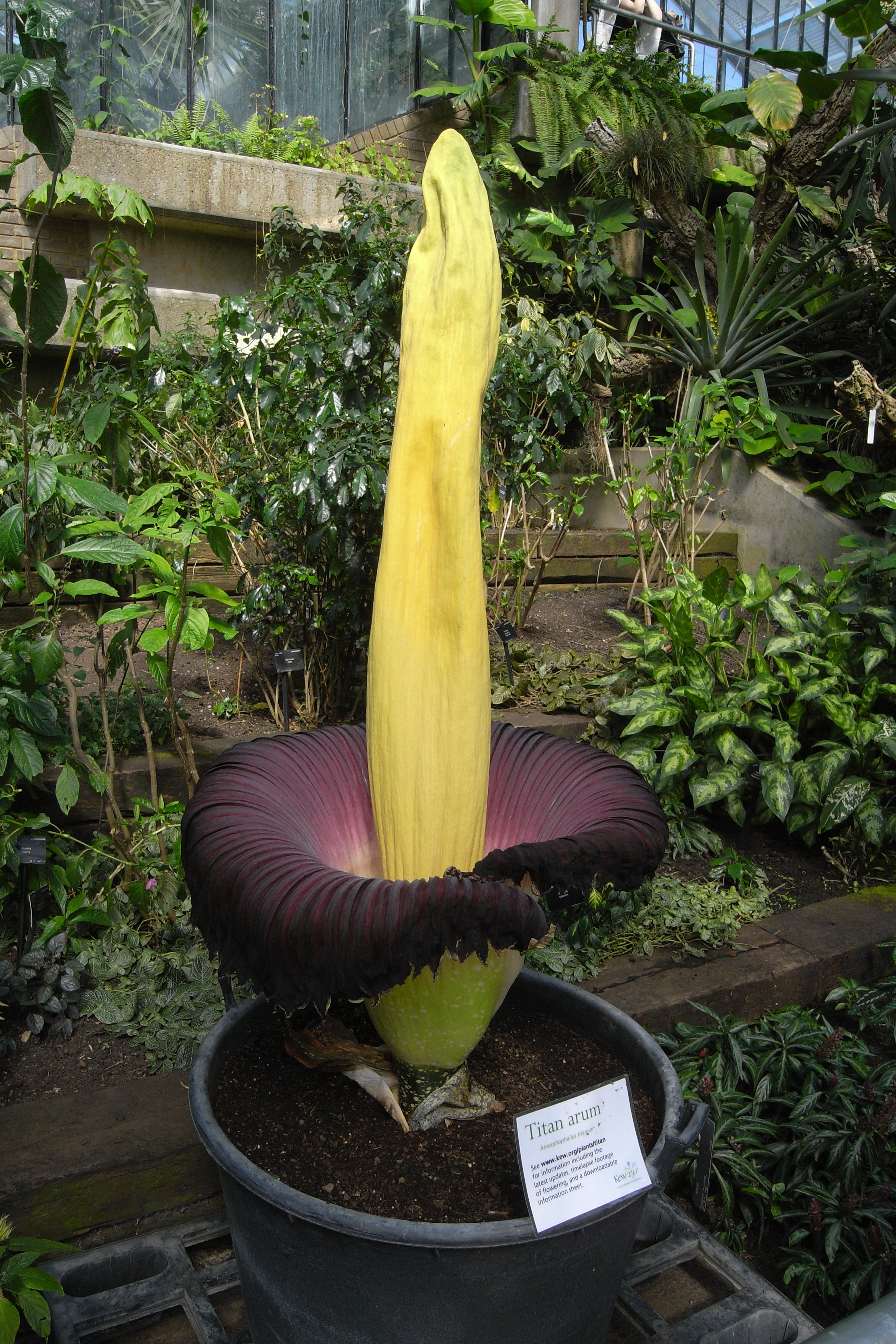
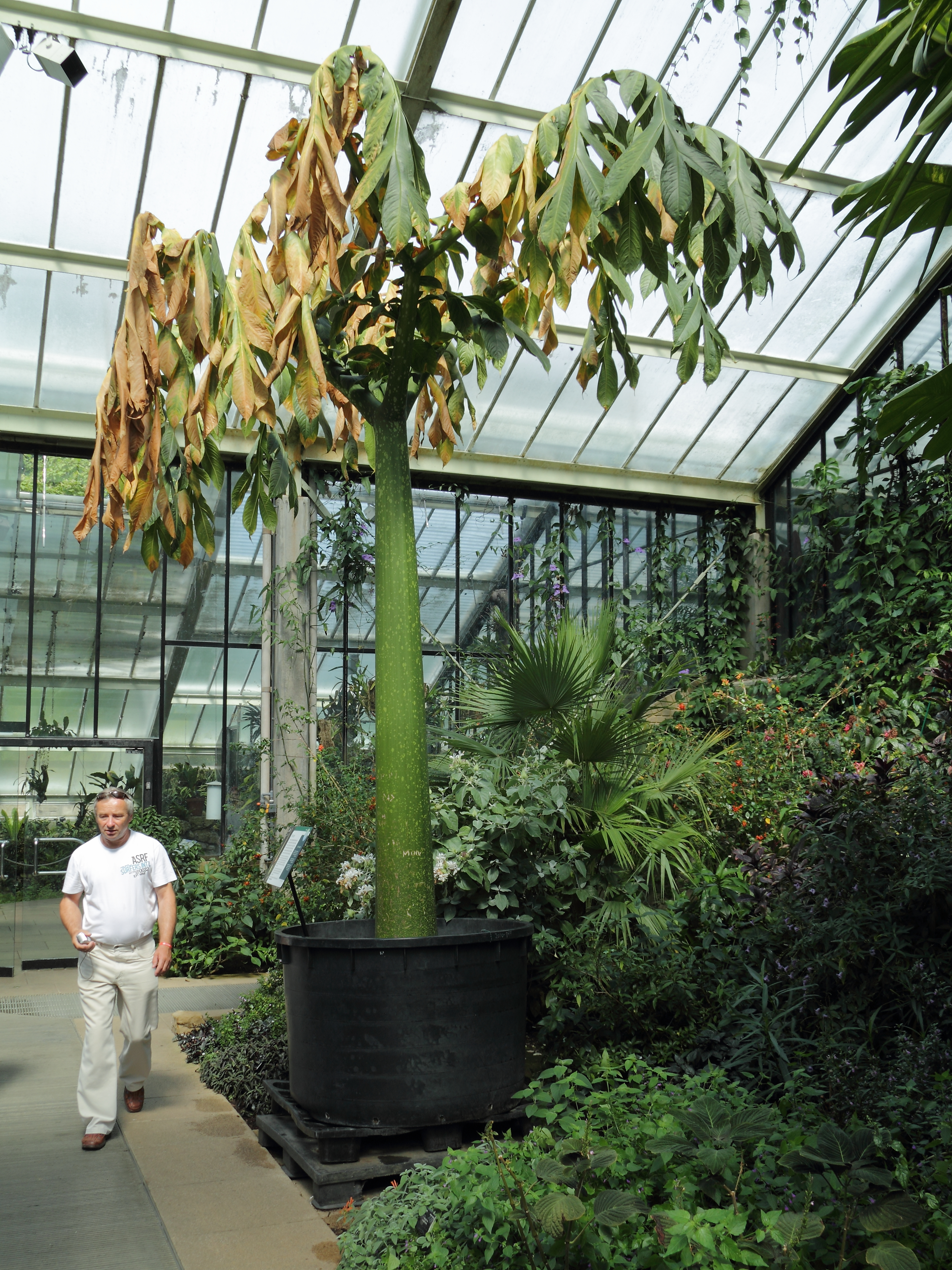
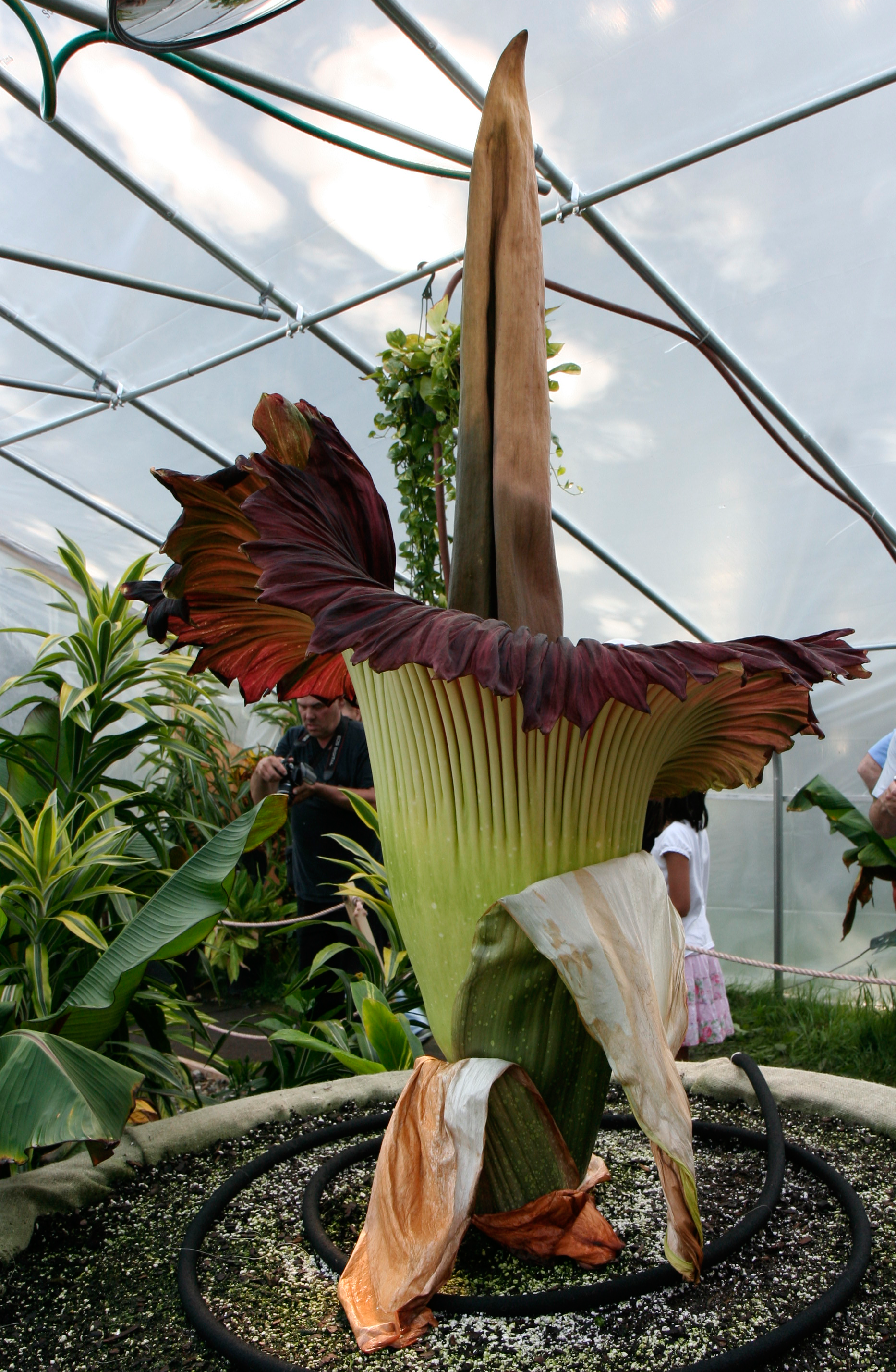
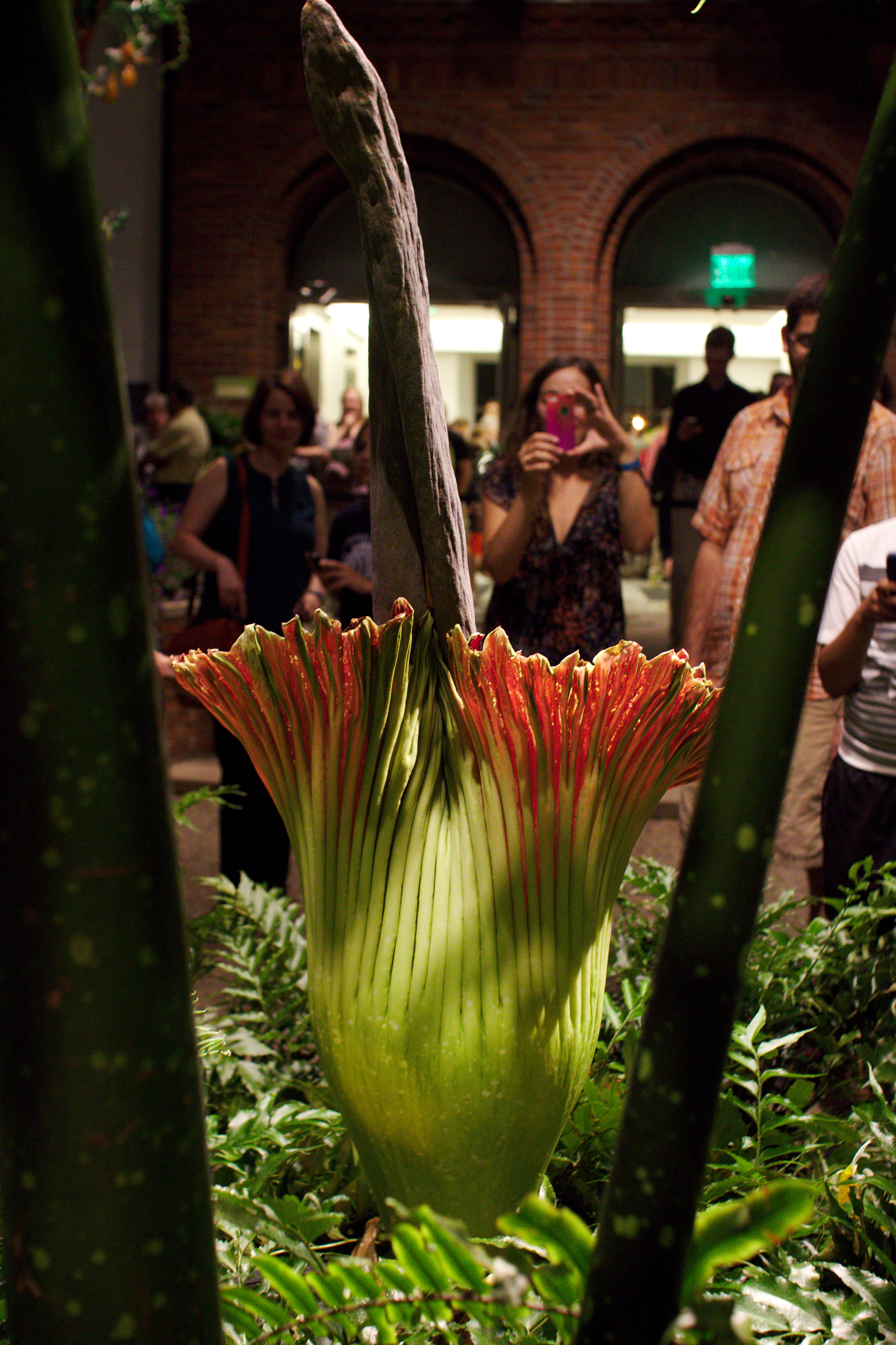
تماشاگران از بازشدن گل بدبو در باغ گیاه‌شناسی عکس می‌گیرند، اوت ۲۰۱۳ .